# 成田長親
成田 長親（なりた ながちか）は、戦国時代から江戸時代初期にかけての武将。成田泰季の嫡男。官途名は大蔵大輔。妻は遠山藤九郎の娘。

## 生涯
天文15年（1546年）、成田泰季の嫡男として生まれる。明確な時期は定かでないが、成田長泰の意向により遠山藤九郎の娘（1547年・天文16年生まれと推測される）と結婚し、長男・長季（1567年・永禄10年生まれ）、次男・泰家（1574年・天正2年生まれ）をもうけた。
天正2年（1574年）の羽生城をめぐる上杉勢との戦いの後、同年閏11月に上杉謙信の命により同城が破却され上杉勢が撤退すると、羽生領の支配権は後北条方についた成田氏長に戦功として与えられた。氏長は城を修築した後、家臣を配置したが、『関八州古戦録』によれば「氏長則成田大蔵少輔、桜井隼人佐を以て羽生の警固をなさしめり」とあり、『日本城郭大系』では「成田大蔵少輔」を長親としている。一方、『成田系図』や『士林泝洄』によれば「数々の軍功あり」とのみ記されている。
天正6年（1578年）の『成田御家臣分限帳』（柴崎家文書）には、氏長配下の11人の家門侍の一人として「永三百貫 成田大蔵」と記されている。また、天正10年（1582年）の『成田分限帳』には「永三百貫 成田大内蔵長倫」の名が記されているが、これも長親と比定される。

### 忍城の戦い
天正18年（1590年）、豊臣秀吉による小田原征伐が始まると、当主の氏長は北条氏に味方して小田原城に籠城したが、成田氏の本拠・忍城は長親の父・泰季が城代を務め、500余の兵と城下の民たち合わせて3,000人が立て籠もった。秀吉は武蔵国の岩付城が落城すると、同城の攻撃軍を率いた浅野長政と木村重茲の両名に対して上杉景勝と前田利家ら北国勢と共に早急に鉢形城を攻囲するように命じた。一方、秀吉は忍城攻めの大将に石田三成を任じると、佐竹義宣、宇都宮国綱、結城晴朝、多賀谷重経、水谷勝俊、佐野房綱ら北関東の諸将をはじめ2万余人の軍勢を率いて侵攻した。

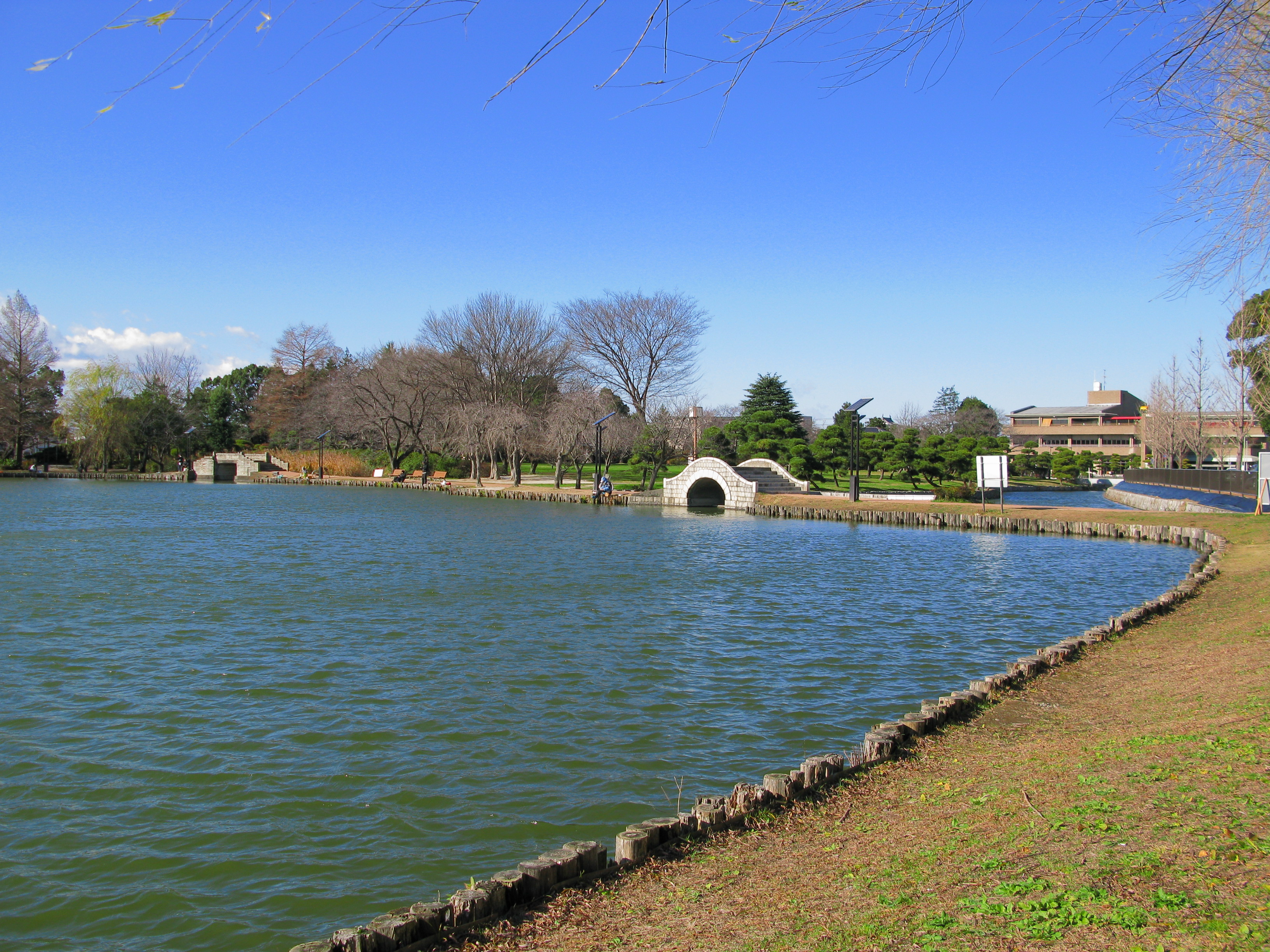
忍城址にある水城公園

これに対し成田方は『成田系図』によれば、本丸に泰季、持田口に長親と新田常陸守、下忍口に本庄越前守、皿尾口に成田土佐と田山又十郎、行田口に松岡豊前と山田河内守、酒巻靱負を遊軍に配置、『忍城戦記』によれば、長野口に吉田和泉守と柴崎和泉守、佐間口に正木丹波守、下忍口に酒巻靱負、行田口に島田出羽守らを配置するなどして城の防備を固めた。『成田記』によれば、6月7日に城代の泰季が急死したため、奥方（太田資正の娘）は甲斐姫と相談の上、一門と家臣を集め、長親を総大将とすることを命じたと記されている。
一方、秀吉は三成に対して忍城水攻めのための様々な施策を指示しており、6月13日（7月14日）付けの三成から浅野、木村の両名に宛てた書状には秀吉から「忍の城の儀、御手筋をもって大方相済ますについて、先手の者引き取るべきの由、仰せを蒙り候」と指示があったと記されている。三成の築いた堤は石田堤と呼ばれ、全長14キロメートルとも28キロメートルとも言われる。『成田系図』によれば、長親らの計略により水に慣れた者を深夜に城の外に出し、郭外の堤を断ち切ると水を敵陣に注いだ。水は逆行して敵陣が漂溺したが、城中は小勢故に城を出て敵を撃つことはかなわずと記されている。
6月下旬、秀吉の命により鉢形城攻略を終えた浅野長政の軍勢が援軍として差し向けられると、7月1日（7月31日）に皿尾口を突破し城兵の首を30余りほど討ち取る戦功をあげたが、秀吉は長政の戦功を賞しつつも、あくまでも水攻めを行う旨を伝えた。7月6日（8月5日）、小田原城の落城後も抵抗を続ける忍城に対し、秀吉は木村重茲、上杉景勝、山崎堅家に対して忍城攻めに参陣するように命じると共に、堤をより頑強に修築するように命じた。一方、寄せ手の側も多数の負傷者を出していたが、『成田系図』によれば酒巻靱負の計略によるもの、『忍城戦記』によれば正木丹波守らの加勢によるものと記している。
『成田系図』によれば、忍城の抵抗が続く中、当主の氏長は籠城軍を説得するため家臣の松岡石見守、秀吉の家臣・神谷備後守を派遣した。長親らは、三成や長政ら攻城側からの「退城の際に運び出せる荷物は一人につき馬一頭分」という条件に反発し、籠城を継続する構えを見せたが、秀吉の仲裁により開城を決意したと記されている。

### 忍城退出後の動静

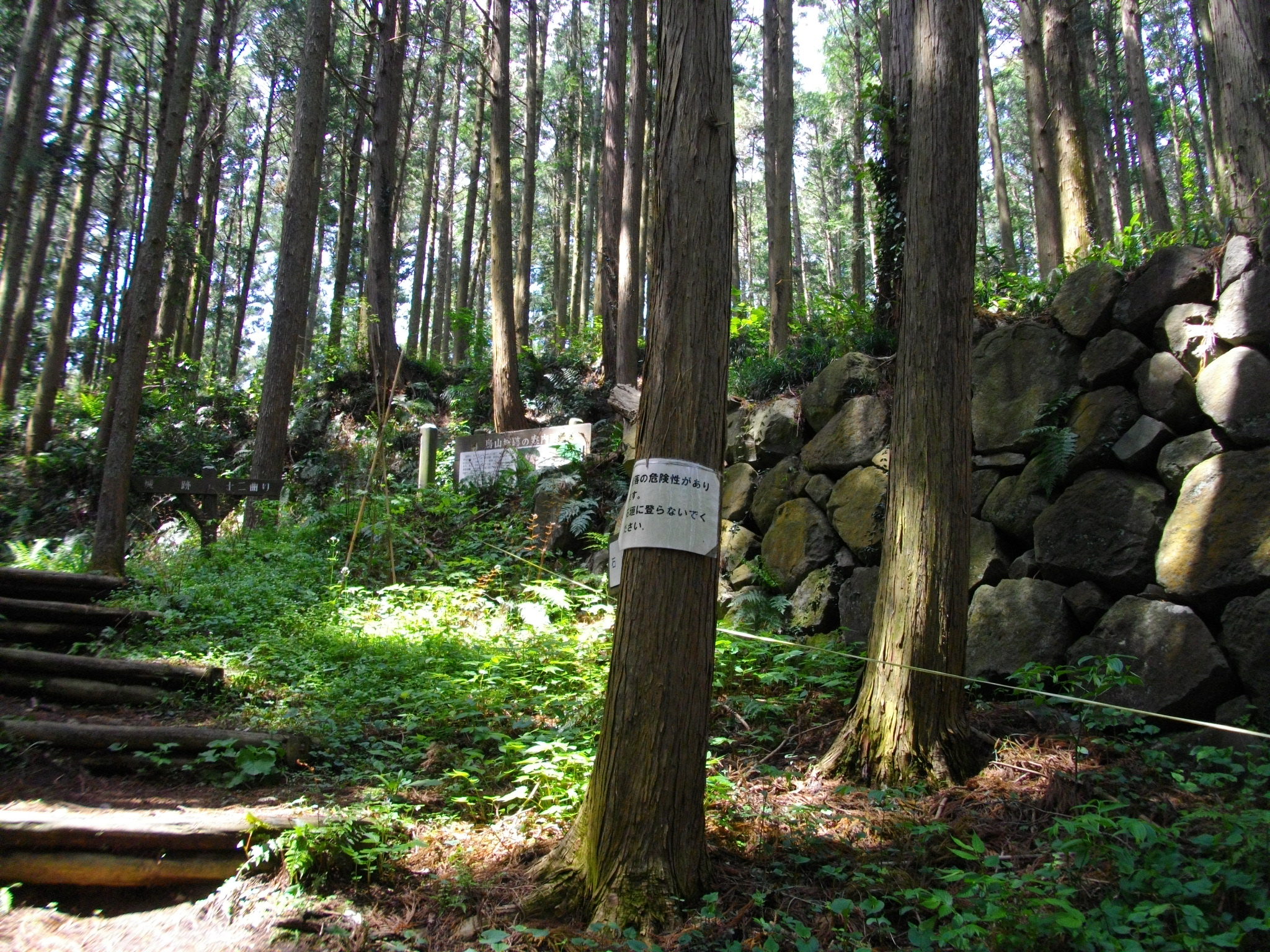
烏山城址

忍城の開城後、氏長は領地を没収され蒲生氏郷の下に身柄が預けられることになり、氏郷が奥州仕置によって陸奥国会津に移封されると、これに従った。氏郷の下、天正19年（1591年）の九戸政実の乱に参陣するなど着実に功績を挙げた氏長は下野国烏山城2万石を与えられ、ふたたび大名となった。こうした中、成田氏の家臣団は氏長に同行し烏山藩士となる者、氏長と袂を分かち忍城の新領主となった松平忠吉の家臣となる者、在地に留まり帰農する者などに別れた。忠吉の家臣となった者の中には、長親の長男・長季や、忍城の戦いに参加した田山又十郎も含まれている。
『成田系図』によれば京都に上洛した氏長は浅野長政と石田三成に会い、「忍城の戦いの際、成田氏と同姓の持田口の者と密かに内通したが、故あって謀略は行われなかった」という話を聞いた。氏長は成田近江守の逆心を知らず、長親に疑いの目を向けた。これを知った長親は烏山を去り流浪の身となった。氏長は後に近江守の逆心を知ると大いに後悔し、長親に書状を送り陳謝したが、長親はこれに従わなかったと記している。一方、『断家譜』には「小田原落城後浪人」とのみ記されている。

### 晩年と死

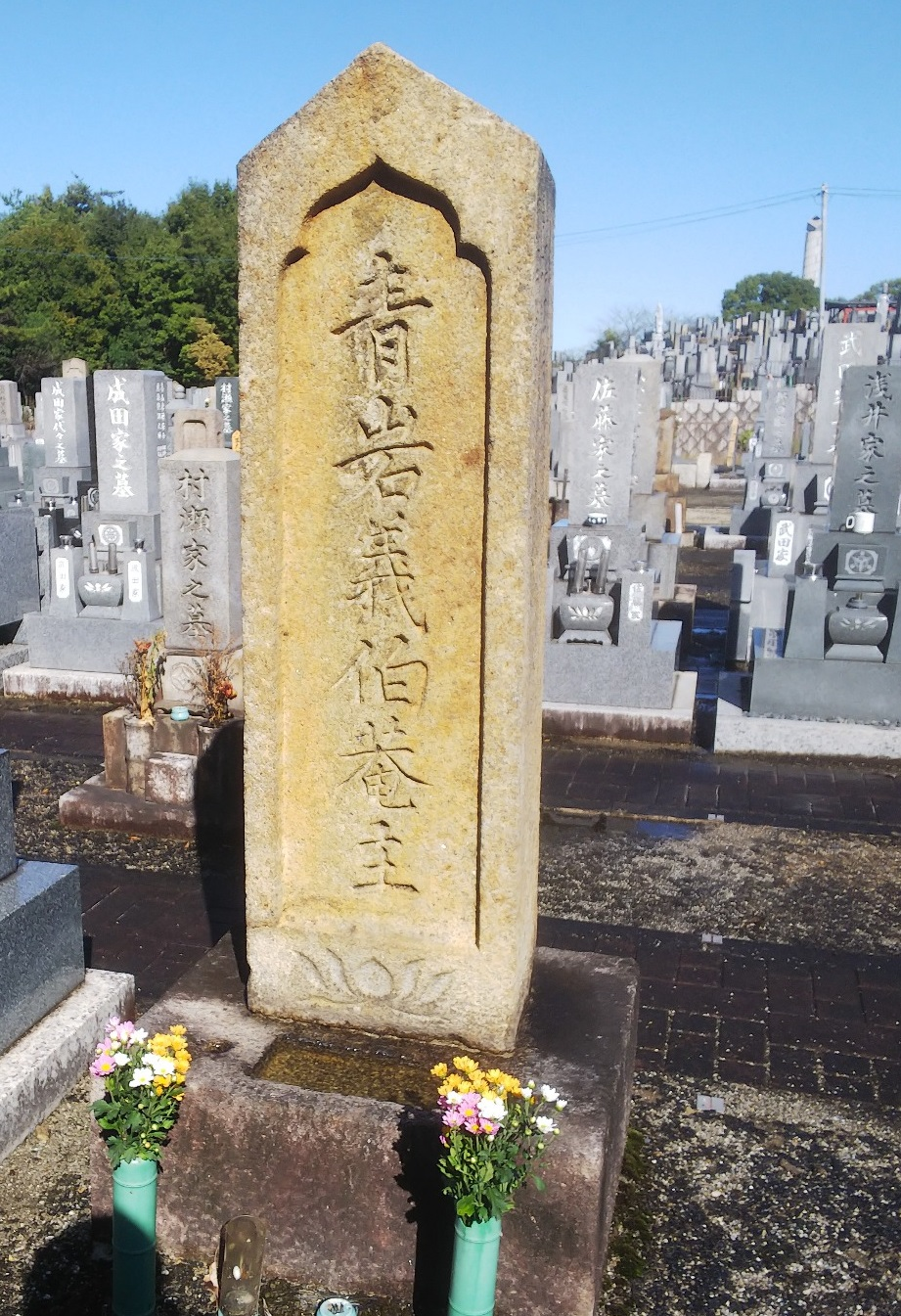
平和公園内の成田長親の墓

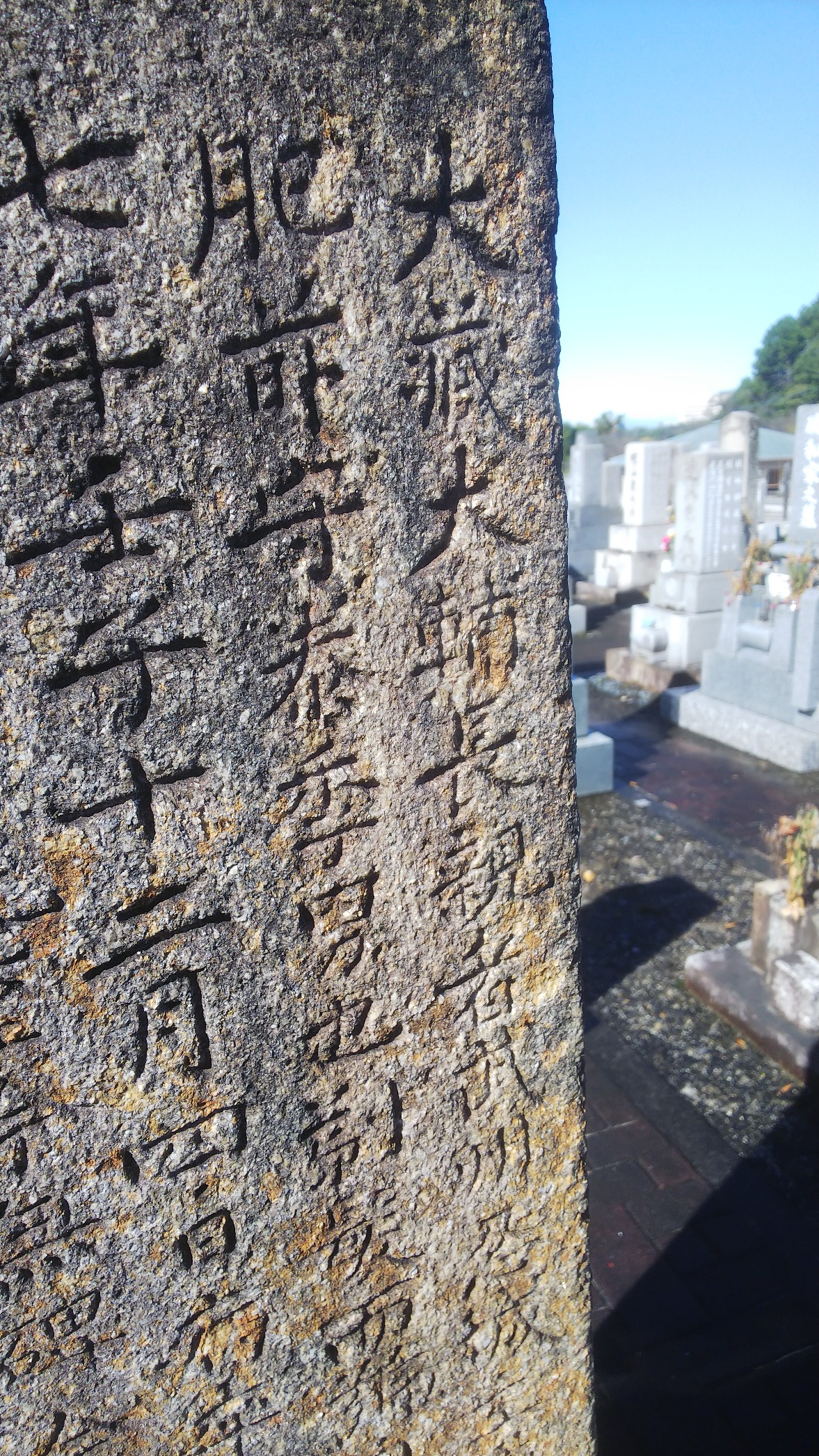
墓石側面の「大蔵大輔長親」の刻印

『成田系図』によれば、氏長からの謝罪を断った後に剃髪して自永斎と号し、尾張国にて隠居したと記されている。なお、尾張は長男・長季が仕えていた松平忠吉が慶長6年（1601年）に関ヶ原の戦いの戦功により移封された地であるが、長親は息子に従って尾張に移り住んだものと考えられる。
慶長17年12月4日（1613年1月24日）、死去。67歳没。法名は青岩義栢菴主。菩提寺は愛知県名古屋市中区大須にある大光院で、墓碑は千種区にある平和公園の大光院墓地にある。なお、氏長の家系は烏山藩時代に家督争いが起こり改易されたが、長親の家系はその後も尾張藩士として受け継がれた。

## 家系
出典
| 成田親泰10 |            |            |            |            |            |  |  |            |            |            |            |            |            |  |  |          |          |          |          |          |          |  |  |  |  |  |  |  |  |  |  |  |  |  |  |  |  |  |  |  |  |
|            |            |            |            |            |            |  |  |            |            |            |            |            |            |  |  |          |          |          |          |          |          |  |  |  |  |  |  |  |  |  |  |  |  |  |  |  |  |  |  |  |  |
|            |            |            |            |            |            |  |  |            |            |            |            |            |            |  |  |          |          |          |          |          |          |  |  |  |  |  |  |  |  |  |  |  |  |  |  |  |  |  |  |  |  |
| 成田長泰11 | 成田長泰11 | 成田長泰11 | 成田長泰11 | 成田長泰11 | 成田長泰11 |  |  | 小田朝興   | 小田朝興   | 小田朝興   | 小田朝興   | 小田朝興   | 小田朝興   |  |  | 成田泰季 | 成田泰季 | 成田泰季 | 成田泰季 | 成田泰季 | 成田泰季 |  |  |  |  |  |  |  |  |  |  |  |  |  |  |  |  |  |  |  |  |
| 成田長泰11 | 成田長泰11 | 成田長泰11 | 成田長泰11 | 成田長泰11 | 成田長泰11 |  |  | 小田朝興   | 小田朝興   | 小田朝興   | 小田朝興   | 小田朝興   | 小田朝興   |  |  | 成田泰季 | 成田泰季 | 成田泰季 | 成田泰季 | 成田泰季 | 成田泰季 |  |  |  |  |  |  |  |  |  |  |  |  |  |  |  |  |  |  |  |  |
|            |            |            |            |            |            |  |  |            |            |            |            |            |            |  |  |          |          |          |          |          |          |  |  |  |  |  |  |  |  |  |  |  |  |  |  |  |  |  |  |  |  |
| 成田氏長12 | 成田氏長12 | 成田氏長12 | 成田氏長12 | 成田氏長12 | 成田氏長12 |  |  | 成田泰親13 | 成田泰親13 | 成田泰親13 | 成田泰親13 | 成田泰親13 | 成田泰親13 |  |  | 成田長親 | 成田長親 | 成田長親 | 成田長親 | 成田長親 | 成田長親 |  |  |  |  |  |  |  |  |  |  |  |  |  |  |  |  |  |  |  |  |
| 成田氏長12 | 成田氏長12 | 成田氏長12 | 成田氏長12 | 成田氏長12 | 成田氏長12 |  |  | 成田泰親13 | 成田泰親13 | 成田泰親13 | 成田泰親13 | 成田泰親13 | 成田泰親13 |  |  | 成田長親 | 成田長親 | 成田長親 | 成田長親 | 成田長親 | 成田長親 |  |  |  |  |  |  |  |  |  |  |  |  |  |  |  |  |  |  |  |  |
| 甲斐姫     | 甲斐姫     | 甲斐姫     | 甲斐姫     | 甲斐姫     | 甲斐姫     |  |  | 成田泰之14 | 成田泰之14 | 成田泰之14 | 成田泰之14 | 成田泰之14 | 成田泰之14 |  |  | 成田長季 | 成田長季 | 成田長季 | 成田長季 | 成田長季 | 成田長季 |  |  |  |  |  |  |  |  |  |  |  |  |  |  |  |  |  |  |  |  |

## 関連作品
小説
- 『のぼうの城』（和田竜）- 主人公。作者の和田は成田側の史料において、軍議の場で部下の調整役を務めている点と、農民が能動的に働きたくなる城主という物語上の都合から「のぼう様」という人物ができたと語っている[37]。
- 『水の城 いまだ落城せず』（風野真知雄）- 主人公。際立った武勇や才覚はなく、捉えどころのない人物として描かれている[38]。

映画
- 『のぼうの城』（2012年、演：野村萬斎）